# Elam
Elam (elamsko: Ha[l]tamti, akadsko: Elamû, kar pomeni »domovina Elamitov«) je biblijsko ime stare države na ozemlju današnjega jugozahodnega Irana severno od južnega toka Tigrisa, današnji Khuzistan v Iranu.  Grki so to področje imenovali Elymais, Rimljani pa Susiana. Glavno mesto Elama je bilo najprej Awan, potem pa Suzami (Susa v današnjem Iranu).

## Zgodovina
Kdaj in od kod so se na to področje naselili Elamiti, ni znano. Izgleda, da je bila država zveza več mestnih državic, med katerimi je imela dolgo časa vodilno vlogo Susa. Konec 3. tisočletja pr. n. št. se je Elam začel vojskovati s sumerskimi državicami in vojno izgubil. Najprej je pripadel akadski državi, po letu 2040 pr. n. št. pa je prišel pod oblast tretje dinastije vladarjev sumerskega Ura. Ko je moč sumerska države oslabela, so se Elamiti osamosvojili.
V naslednjih stoletjih so se Elamiti vojskovali z močnimi mezopotamskimi sosedi, bili poraženi in se upirali, dokler ni njihova država v 13. stoletju pr. n. št. dosegla svojega  viška. Eden najvidnejđih vladarjev je bil Šutruk-Nahhunte, ki je okrog leta 1173 pr. n. št. osvojil Babilonijo in se dokopal do bogatega plena, med drugim tudi do Hamurabijevega zakonika. Njegov sin Silhak-Inšušinak je okrog leta 1150 pr. n. št. prodrl na severozahod vse do Kirkuka v današnjem severnem Iraku. 
Konec 12. stoletja pr. n. št. je Elam osvojil babilonski kralj Nebukadnezar I. V naslednjih stoletjih se je Elam vojskoval z Asirijo, dokler ga ni leta 639 pr. n. št. osvojil asirski kralj Asurbanipal. 
Konec 6. st. pr. n. št. je prišel pod oblast Perzijcev in postal satrapija Uvdža. Zatem je postal del države Aleksandra Velikega. Do začetka 3. stoletja pr. n. št. so mu vladali Selevkidi, za njimi Parti, potem pa novoperzijski Sasanidi. Od takrat dalje je bil kot satrapija stalno del perzijske države. 

## Religija
Elamska religija je bila politeistična in podobna sumerski in babilonski religiji. Glavno božanstvo je bil Inšušinak (gospodar Suse), za njim pa Humban, boginja Pinenkir (gospodarica neba) in boginja-mati Kiririša. 

## Kultura in umetnost
Najstarejše kulturne ostanke (iz neolitika) so odkrili v Susi in Mussiyani. Celotna kultura Elama, tudi likovna umetnost, je bila pod močnim sumerskim in babilonskim vplivom. To so dokazala tudi izkopavanja grobnih gomil iz 13. stoletja pr. n. št. v Tchoga-Zanbilu in starem Dur-Untašiju.

## Pisava in jezik
V najstarejšem obdobju svoje zgodovine so Elamiti uporabljali slikovno pisavo, ki je še niso razvozlali, potem pa so od Babiloncev prevzeli klinopis. Najstarejši znani zapisi so iz obdobja okrog leta 2300 pr. n. št. Njihov jezik je bil aglutinativen in je danes le delno razumljiv in ga do sedaj še niso uspeli povezati z drugimi jeziki. Jezik je doživel štiri razvojne stopnje. Četrta stopnja razvoja je trajala do 1. stoletja našega štetja. Neosusijanski jezik je bil poleg perzijskega jezika Perzepolisa in semitskega jezika Babilona eden od službenih jezikov perzijske države.

## Vir
- Opća enciklopedija JLZ, II., 517, Zagreb 1977